# Diócesis suburbicaria
Las siete sedes suburbicarias son las diócesis de la Iglesia católica localizadas en los suburbios de Roma (en Lacio, Italia), reservadas para las más altas órdenes de los cardenales. Las sedes son sufragáneas de la diócesis de Roma y constituyen con ella la provincia eclesiástica romana.
Un cardenal obispo es nombrado obispo titular para cada una de las sedes episcopales suburbicarias, las cuales han variado muy poco en la historia, siendo hoy:
- Sede suburbicaria de Ostia
- Sede suburbicaria de Albano
- Sede suburbicaria de Frascati
- Sede suburbicaria de Palestrina
- Sede suburbicaria de Porto-Santa Rufina
- Sede suburbicaria de Sabina-Poggio Mirteto
- Sede suburbicaria de Velletri-Segni

Desde 1150 la sede de Ostia se unió con el de Velletri y posteriormente fue conferida al deán o decano del Colegio Cardenalicio, adicionándola a su otra sede suburbicaria, de acuerdo con lo dispuesto por el papa Pío X en el motu proprio Edita a Nobis en abril de 1914. El decano o deán, es elegido por y de entre los seis cardenales obispos de las diócesis suburbicarias con la aprobación del papa (antiguamente era siempre el cardenal obispo más antiguo).
Desde el motu proprio del papa Juan XXIII denominado Suburbicariis sedibus de 15 de abril de 1962, seis de las diócesis tienen sus propios obispos diocesanos, con la excepción de Ostia que fue unida a la diócesis de Roma y es administrada por el cardenal vicario general de Roma. Los cardenales obispos ya no gobiernan las sede suburbicarias, aunque aún toman formalmente posesión de la diócesis en forma análoga a la toma de posesión que los cardenales presbíteros y diáconos realizan en el título de su iglesia o diaconía, sin que ello implique ninguna asunción de jurisdicción, pues los obispos diocesanos ejercen la jurisdicción ordinaria. 

VI. Quandoquidem suburbicariae sedes haud dissimilibus premi videntur negotiis ac Romana dioecesis, cuius olim ad districtum pertinebant, mandamus ut unum cum eadem Romana dioecesi constituant coetum seu Conferentiam, quam vocant; ita ut Episcopi: Albanensis, Ostiensis, Portuensis et Sanctae Rufinae, Praenestinus, Sabinensis et Mandelensis, Tusculanus, et Veliternus apud Cardinalem Urbis Vicarium, iuxta normas de Italicis Episcoporum conventibus editas, rite conveniant. Cum autem de Cardinalium Episcoporum, qui nunc dioeceses suburbicarias regunt, iuribus nihil detrahere velimus, decernimus, ut haec omnia vim suam deinceps exserant, postquam unaquaeque harum vacabit ecclesia.
Suburbicariis sedibus

La catedral de la diócesis de Albano se encuentra en el sitio de la basílica mandada construir por el emperador Constantino I. La diócesis de Frascati es la antigua Tusculum y dentro de sus límites se encuentra la abadía ítalo-griega de Santa María de Grottaferrata. La diócesis de Sabina se formó por la unión de las antiguas diócesis de Santa María en Vescovio, Corese y Mentana.